# 김수남 (정치인)
김수남(金秀南, 1959년 12월 29일~ )은 대한민국의 제41대 검찰총장을 역임한 법조인이다.

## 생애
대구 청구고등학교와 서울대학교 법학과를 졸업하고 사법고시 26회에 합격하여 1987년 대구지방법원 판사로 임명되었다. 1990년에는 서울지방검찰청 검사로 임명되었고, 2009년 청주지방검찰청 지검장, 2011년 서울남부지방검찰청 지검장, 2012년 수원지방검찰청 검사장, 2013년 서울중앙지방검찰청 검사장, 2015년 대검찰청 차장검사를 거쳐 2015년 12월 대검찰청 검찰총장에 취임했다.

## 학력
- 청구고등학교
- 서울대학교 법학 학사
- 서울대학교 대학원 법학 석사

## 경력
- 1984년 : 제26회 사법시험 합격
- ~ 1987년 : 제16기 사법연수원 수료
- 1987년 : 대구지방법원 판사
- 1990년 : 서울지방검찰청 검사
- 1992년 : 부산지방검찰청 울산지청 검사
- 1994년 : 법무부 검찰3과 검사
- 1997년 : 서울지방검찰청 검사
- 1999년 : 대구지방검찰청 부부장검사
- 2000년 : 광주지방검찰청 순천지청 부장검사
- 2001년 : 광주지방검찰청 공안부장검사
- 2003년 : 대검찰청 중앙수사부 중수3과장
- 2004년 : 대구지방검찰청 형사2부장검사
- 2005년 : 서울중앙지방검찰청 형사4부장검사
- 2006년 : 법무부 정책홍보관리관
- 2007년 : 인천지방검찰청 제2차장검사
- 2008년 : 서울중앙지방검찰청 제3차장검사
- 2009년 : 법무부 기획조정실장
- 2009년 8월 ~ 2010년 7월 : 제60대 청주지방검찰청 검사장
- 2010년 7월 ~ 2011년 8월: 제33대 법무부 범죄예방정책국장
- 2011년 8월 ~ 2012년 7월 : 제10대 서울남부지방검찰청 검사장
- 2012년 7월 ~ 2013년 12월 : 제33대 수원지방검찰청 검사장
- 2013년 12월 ~ 2015년 2월 : 제56대 서울중앙지방검찰청 검사장
- 2015년 2월 ~ 2015년 12월 : 대검찰청 차장검사
- 2015년 12월 ~ 2017년 5월 : 제41대 대검찰청 검찰총장
- 2019년 8월 : 변호사김수남 법률사무소 변호사
- 2019년 10월 ~ 2020년 6월 : 법무법인 동광 대표변호사
- 2020년 7월 ~ : 법무법인(유한) 태평양 고문변호사

## 주요 재판
- 미네르바 사건 (2009) : 징역 1년 6개월 구형, 무죄 판결
- 삼성 비자금 조성 및 로비 의혹 (2007) : 수사중 특검법에 따라 특검에 이첩
- 정윤회 문건 유출 사건 : 조응천 청와대 공직기강 비서실과 서울경찰청 한 모 경위를 불구속 기소했지만, 비선개입 의혹 등은 전혀 수사하지 않았습니다.
- 산케이 가토 지국장 박근혜 대통령 명예훼손 사건 : 2014년 산케이 가토 지국장은 조선일보를 인용해 세월호 참사 당일 박근혜 대통령의 7시간 행적과 사생활 의혹을 보도했다. 국내뿐 아니라 국제사회에서도 언론의 자유를 위축시키는 과잉수사라는 비판이 제기되었다.

| 전임 임정혁 | 대검찰청 차장검사 2015년 2월 6일 ~ 2015년 12월 1일 | 후임 김주현 |

| 전임 김진태 | 제41대 검찰총장 2015년 12월 2일 ~ 2017년 5월 12일 | 후임 (직무대행)김주현 (직무대행)봉욱 문무일 |